# Station Fresnoy-le-Grand
Station Fresnoy-le-Grand is een spoorwegstation in de Franse gemeente Fresnoy-le-Grand.